# Myotis bocagii
Myotis bocagii — вид роду Нічниця (Myotis).

## Поширення, поведінка
Цей вид широко розповсюджений у більшій частині Африки південніше Сахари. Цей вид був записаний у вологих тропічних лісах і лісистих саванах. Myotis bocagii часто знаходяться поблизу річок і струмків, межуючими з лісом. Вони ночують окремо або в групах до восьми осіб, в дуплах дерев і серед листя банана або інших рослин з широким листям.